# Темірлановка
Темірла́новка (каз. Темірлан) — село, центр Ордабасинського району Туркестанської області Казахстану. Адміністративний центр Кажимуканського сільського округу.
Населення — 17796 осіб (2021; 12495 у 2009, 11554 у 1999, 9193 у 1989, 5363 у 1979).